# دانیلو بولواردی
دانیلو بولواردی (انگلیسی: Danilo Bulevardi؛ زادهٔ ۳۱ ژانویهٔ ۱۹۹۵) بازیکن فوتبال است.
از باشگاه‌هایی که در آن بازی کرده‌است می‌توان به باشگاه فوتبال دلفینو پسکارا و باشگاه فوتبال روبور سیه‌نا اشاره کرد.